# 玛丽安娜·伊斯坎德尔
玛丽安娜·伊斯坎德尔（阿拉伯语：‎，英語：/ˌmæriˈænə ɪˈskændər/，1975年9月1日—），美国埃及裔公益创业家、律师，2022年起接任凯瑟琳·马赫担任维基媒体基金会首席执行官。

## 早年及教育经历
出生于埃及开罗，四岁随父母移居美国，定居于德克萨斯州圆石城，1997年获莱斯大学社会学荣誉学位，1999年凭罗德奖学金获英国牛津大学理学硕士，在当地成立罗德妇女协会（Rhodes Association of Women），2003年毕业于耶鲁法学院。

## 职业生涯
牛津毕业后在麥肯錫公司担任助理，耶鲁法学院毕业后担任芝加哥美国联邦第七巡回上诉法院法官迪亞娜·伍德的书记员，其后任莱斯大学校长李达伟顾问。两年后担任美国计划生育联合会首席运营官。此外还担任戈尔公司战略顾问、纽约柯史莫及休斯敦文森与埃尔金斯律师事务所法律文员。
离开计划生育联合会后，于2012年担任南非哈兰比青年就业促进会首席运营官，2013年升任首席执行官。促进会为雇主与职场新人搭建沟通平台，借此降低青年人失业率，提升工人保留率。她希望雇主不要把保留职场新人当成善举，而是把他们视为人才。促进会为大批适应能力强的工人搭建人才库，既成功证明年轻人可以运用这种方法就业，又增加了协会的效率及能力。截至2019年6月，促进会与500家企业合作，成功帮助10万名青年人就业。
2021年9月14日获提名维基媒体基金会首席执行官，2022年1月5日就任。她在采访中表示就任后的首要任务是让维基百科的志愿编辑团体多元化，同时推广维基媒体基金会以信息开放为己任的使命。

## 荣誉
获斯科尔公益创业家奖、耶鲁法学院杰出校友奖。2002年获保罗与黛西·索罗斯新美国人奖学金，表彰其作为移民后代对美国社会、文化及学术作出的重大贡献。还获得罗德奖学金和杜鲁门奖学金。另外也是阿斯彭研究所2006届亨利·克罗研究员、阿斯彭全球领导层网络（Aspen Global Leadership Network）研究员。除此之外，哈兰比青年就业促进会及其领导层也获得多个团体的表彰及资助，包括斯科尔基金会和美国国际开发署。